# ミニコーラ

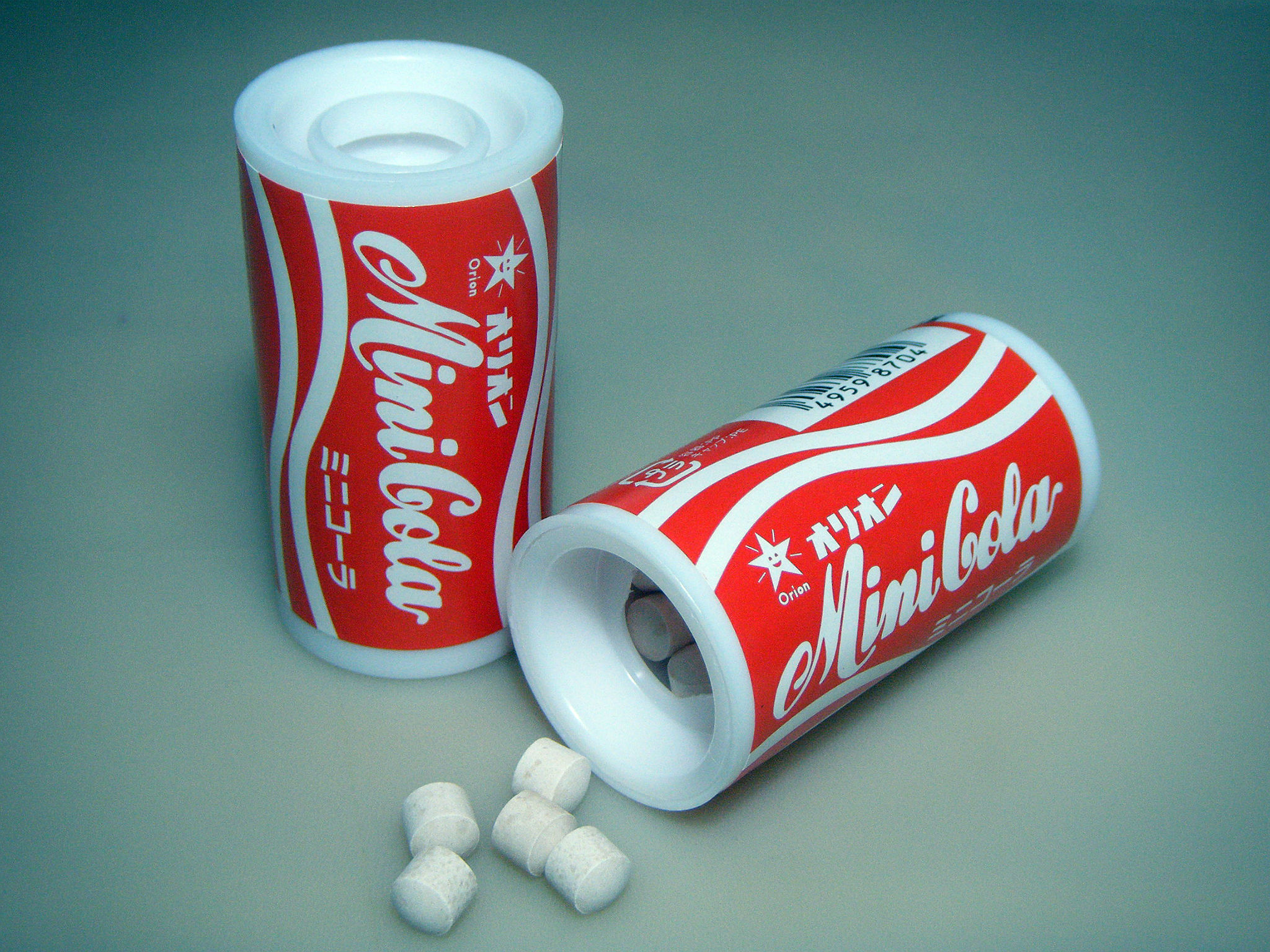
ミニコーラ

ミニコーラ（Mini Cola）は、オリオン株式会社（本社・大阪府大阪市淀川区）が製造・販売する駄菓子である。
タブレットタイプ、コーラ味の清涼菓子で、缶の形をしたプラスチックの容器に入っている。
生産個数は月間120万個、年間1,440万個、発売当初から28年間で4億320万個に達し、オリオンの全商品中No.1の売り上げを誇る。
1個30円。

## 歴史
発売開始は1978年11月。当時は缶コーラが250ml入り100円と高価だったため（現在でもほぼ変わらない）、安価でコーラの味を楽しむために開発された。
1980年、パッケージがコカ・コーラと類似しているという主張から10年に渡る係争があったが、消費者が錯誤していないことを理由にオリオンの製造には問題なしとの判決が下っている。

## メディア取材
- 2007年5月10日放送分の情報番組『ちちんぷいぷい』（毎日放送）1コーナー「なすなかにしのどっから来はったん?」で、ミニコーラの歴史と製造工程が紹介された。

## 姉妹品
- ミニサワー[5]（1979年3月より発売）
- ミニオレンジ（1979年3月より発売）
- ウサハナ ミニフレンズ（1979年8月より発売）[6]
- ミニピーチ[7]（1984年3月より発売）
- ブルーベリーラムネ[8]（1990年12月より発売）[9]
- ミニフレッシュ[10]（1992年7月より発売）
- ミニビタC[11]（1993年12月より発売）
- クレヨンしんちゃんミニみっくすじゅうす（2002年2月より発売）[12]
- ミニグレープ[13]（2008年9月より発売）

## 廃盤品
- ミニサポーターラムネ[14]
- ペンギンの問題 ミニレモン
- ミニマンゴー